# نيكولاس كوريا
نيكولاس كوريا (بالإسبانية: Nicolás Correa)‏ (25 ديسمبر 1983 في الأوروغواي - ) هو لاعب كرة قدم أوروغواني في مركز الدفاع. لعب مع أرسنال ساراندي وخميناسيا خوخوي وديفينسور سبورتينغ ونادي ليفربول ويونيون دي سانتا في و ونادي سيرو.

## المسيرة المهنية
بدأ نيكولاس كوريا مسيرته المهنية في نادي أليانزا العريق ومن ثم انتقل لاحقًا إلى ليفربول.سمح له أداؤه الجيد بالانتقال إلى كرة القدم الأرجنتينية في عام 2009م حيث انضم إلى فريق Unión de Santa Fe حتى وصل مع الفريق إلى دوري الدرجة الثانية. وفي عام 2011 وصل إلى الدرجة الأولى كونه كان لاعبًا أساسيًا بلا منازع.

## وصلات خارجية
- نيكولاس كوريا على موقع قاعدة بيانات كرة القدم.إي يو (الإنجليزية)
- نيكولاس كوريا على موقع Soccerway.com (الإنجليزية)